# Національна автомагістраль 1 (Камбоджа)
Національна автомагістраль 1 або National Road No.1 (10001) — одна з національних автомагістралей Камбоджі. При довжині 167 км, вона з’єднує столицю Пномпень через провінцію Прейвенг з Баветом, провінція Свай Рієнг на кордоні з В’єтнамом, і продовжується у В’єтнамі як шосе QL22 до міста Хошимін на південному сході. У Пномпені дорога збігається з національною магістраллю 2 біля мосту Монівонг і з національним шосе 5 біля саду Stat Chas Circle, поблизу посольства Франції.

## Історія
Національна автомагістраль 1, спочатку побудоване за часів французької колонії, є важливою ланкою між Пномпенем і Хошиміном, колишнім Сайгоном. Дорога була частково зруйнована килимовим бомбардуванням США на початку 1970-х років. У 1981 році Камбоджа відкрила нещодавно відремонтовану ділянку Національного шосе 1 до кордону з В’єтнамом.
У квітні 2015 року був відкритий міст Цубаса (також відомий як міст Неак Лунг), 2,2-кілометровий вантовий міст з однопроїзною частиною дороги, який замінив поромну переправу, яка була потрібна для перетину річки Меконг на національній дорозі 1. Він залишається найдовшим мостом через річку Меконг у Камбоджі. Міст був побудований за підтримки японського уряду на загальну суму близько 127 мільйонів доларів США.

## Маршрут
Шлях NH 1 починається в Пномпені, столиці Камбоджі, де він з’єднується з національним шосе 5 біля саду Stat Chas Circle Garden, біля посольства Франції. У місті він перетинає національну магістраль 2, що веде на південь. Дорога перетинає річку Бассак через подвійний міст. Тут трисмугова ділянка, решта траси односмугова. Потім NH 1 проходить на південний схід і йде паралельно Меконгу. У Неак Лоунг він перетинає Меконг через міст Цубаса в провінцію Прей Венг.
Друга частина проходить по рівнинах південно-східної Камбоджі. Маршрут здебільшого вздовж невеликих сіл, за винятком маленького містечка Свай Рієнг. Дорога закінчується на прикордонному контрольно-пропускному пункті в Бавелі, провінція Свай Рієнг, а з в’єтнамського боку вона продовжується як шосе QL22 до міста Хошимін.

## Зображення

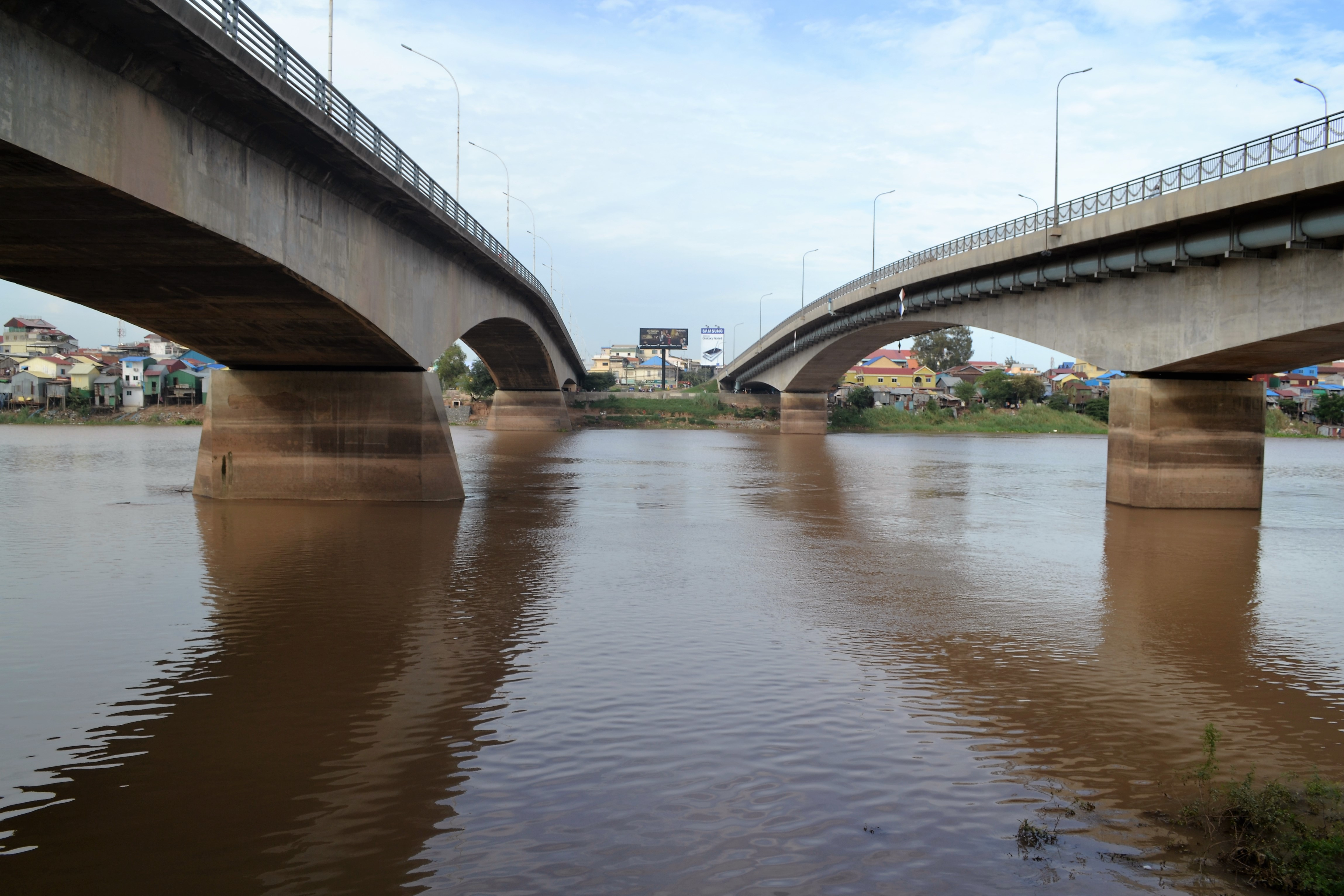
Шосе біля мосту Монівонг у Пномпені
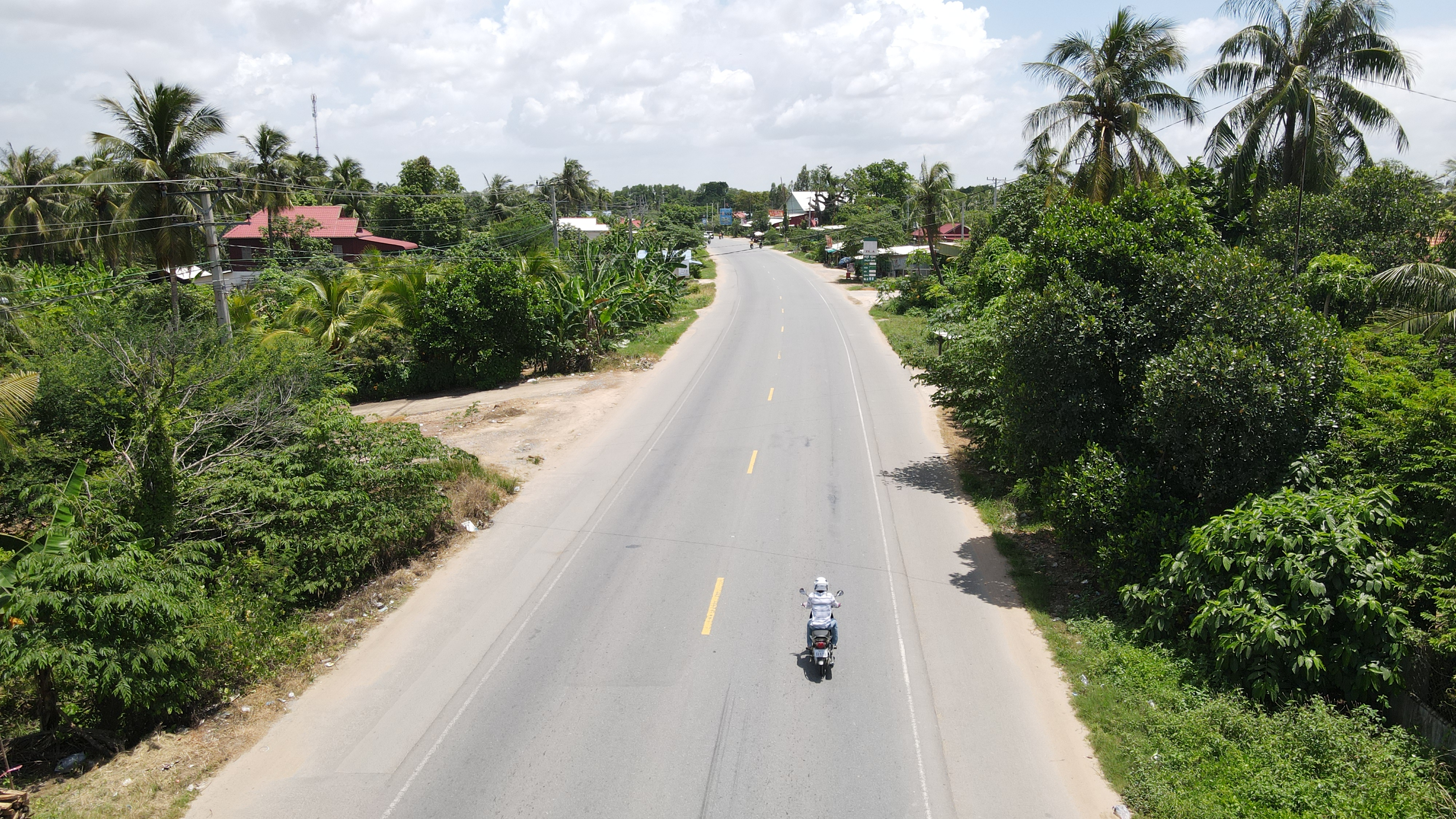
Національне шосе 1 в Кієн Свай на KP 44-45
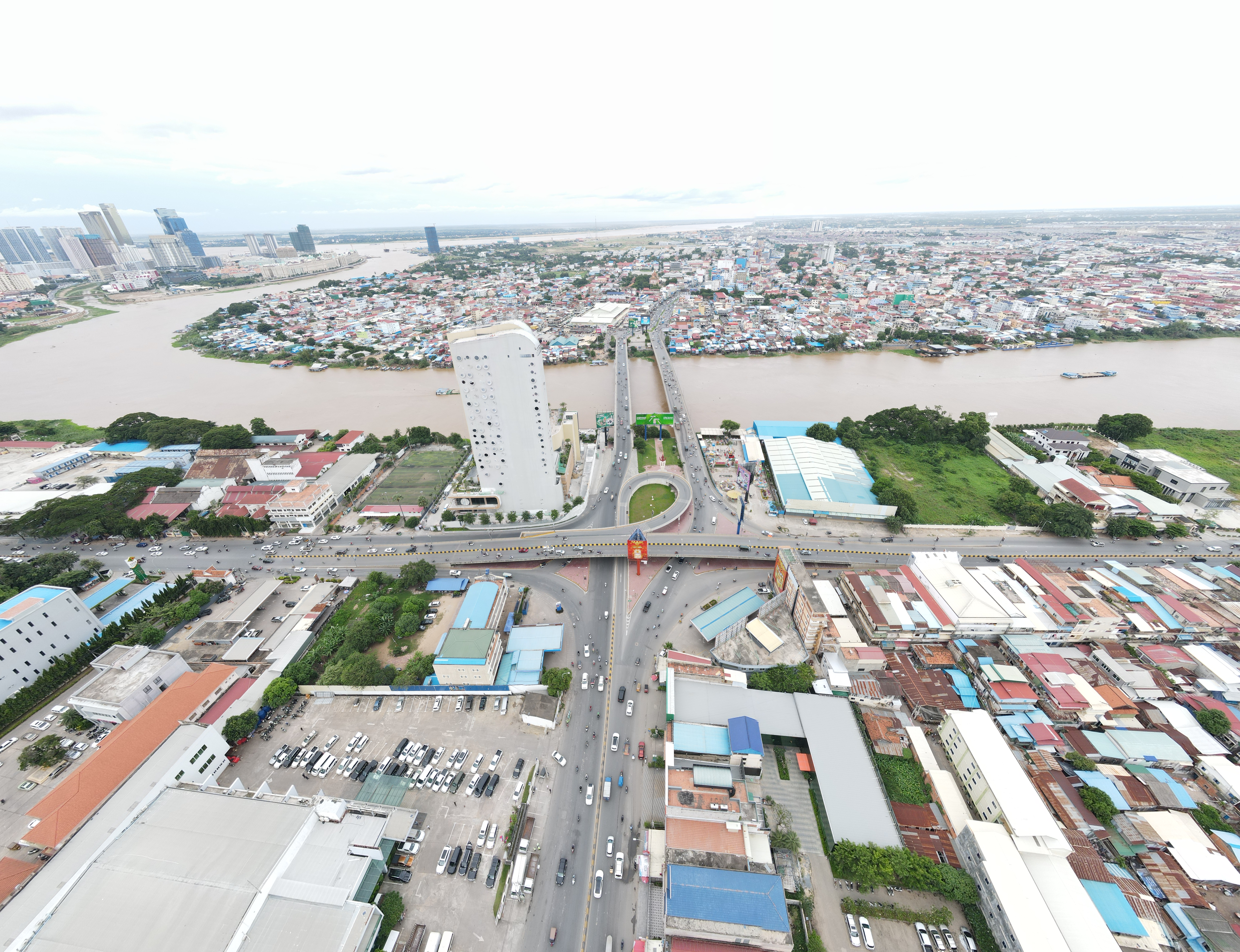
Початкова точка національного шосе 1 біля мосту Монівонг.
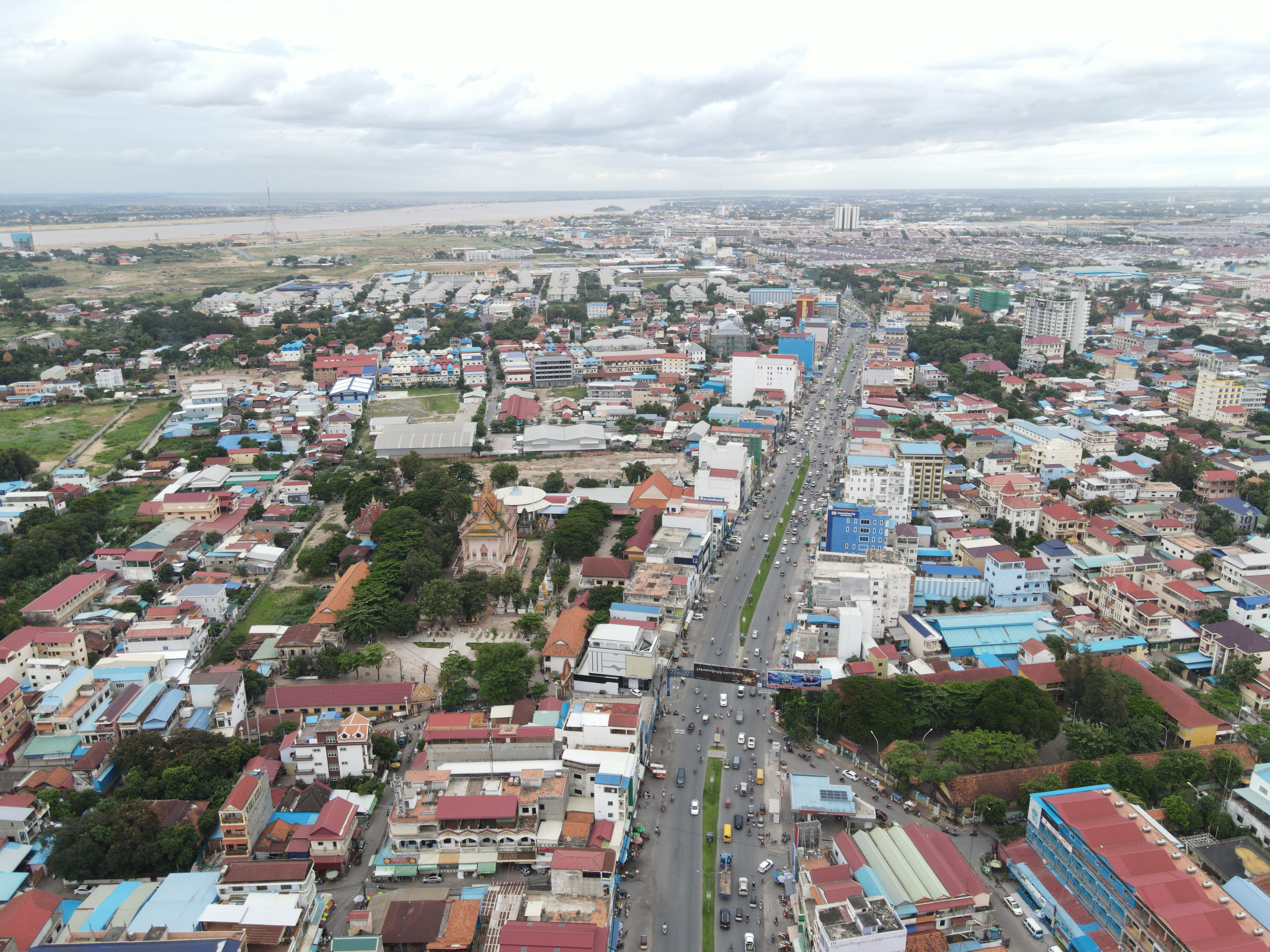
Національне шосе 1 в районі Чбар Ампов.